# فراسوی دریا
فراسوی دریا (انگلیسی: Beyond the Sea) فیلمی در ژانر زندگینامه‌ای و موزیکال به کارگردانی کوین اسپیسی است که در سال ۲۰۰۴ منتشر شد.

## بازیگران
- کیت باسورث
- باب هاسکینز
- جان گودمن
- کوین اسپیسی
- برندا بلتین
- گرتا اسکاکی
- دیوید وست‌هد